# Hans Cornelis
Hans Cornelis (Eeklo, 13 ottobre 1982) è un allenatore di calcio ed ex calciatore belga, di ruolo difensore, tecnico del Lokeren-Temse.

## Palmarès

### Club

#### Competizioni nazionali
- Campionato belga: 2

Club Bruges: 2002-2003, 2004-2005
- Coppa del Belgio: 3

Club Bruges: 2001-2002, 2003-2004
Genk: 2008-2009
- Supercoppa del Belgio: 3

Club Bruges: 2002, 2003, 2004